# Interstate 83
I-83 eller Interstate 83 är en amerikansk väg, Interstate Highway, i Maryland och Pennsylvania.